# Czad na Letnich Igrzyskach Olimpijskich 1992
Czad na Letnich Igrzyskach Olimpijskich 1992 reprezentowało 6 zawodników, 5 mężczyzn i 1 kobieta. Wystartowali oni w siedmiu konkurencjach spośród dwóch dyscyplin, Judo i Lekkoatletyki. Udział każdego z nich na Igrzyskach kończył się na pierwszej rundzie konkurencji, której startowali. Najmłodszą reprezentantką, a zarazem jedyną kobietą reprezentującą Czad była siedemnastoletnia Rosalie Gangué, zaś najstarszym sportowcem z tego kraju był trzydziestojednoletni letni judoka M’Bairo Abakar.

## Wyniki

### Judo
Mężczyźni
| Zawodnik       | Konkurencja | 1/32               | 1/16             | 1/8              | Ćwierćfinał      | Półfinał         | Repesaże         | Finał            | Finał   |
| Zawodnik       | Konkurencja | Przeciwnik Wynik   | Przeciwnik Wynik | Przeciwnik Wynik | Przeciwnik Wynik | Przeciwnik Wynik | Przeciwnik Wynik | Przeciwnik Wynik | Miejsce |
| -------------- | ----------- | ------------------ | ---------------- | ---------------- | ---------------- | ---------------- | ---------------- | ---------------- | ------- |
| Sakor Rodet    | −65 kg      | Jorge Steffano (P) | NQ               | NQ               | NQ               | NQ               | NQ               | NQ               | 36.     |
| M’Bairo Abakar | −78 kg      | —                  | Jason Morris (P) | NQ               | NQ               | NQ               | NQ               | NQ               | 13.     |

### Lekkoatletyka
Kobiety
| Zawodniczka    | Konkurencja | Ćwierćfinał | Ćwierćfinał | Półfinał | Półfinał | Finał | Finał   |
| Zawodniczka    | Konkurencja | Wynik       | Miejsce     | Wynik    | Miejsce  | Wynik | Miejsce |
| -------------- | ----------- | ----------- | ----------- | -------- | -------- | ----- | ------- |
| Rosalie Gangué | 800 m       | DSQ         | DSQ         | NQ       | NQ       | NQ    | NQ      |
| Rosalie Gangué | 1500 m      | 5:06,31     | 10.         | NQ       | NQ       | NQ    | NQ      |

Mężczyźni
| Zawodnik          | Konkurencja | 1 / 8 finału | 1 / 8 finału | Ćwierćfinał | Ćwierćfinał | Półfinał | Półfinał | Finał | Finał   |
| Zawodnik          | Konkurencja | Wynik        | Miejsce      | Wynik       | Miejsce     | Wynik    | Miejsce  | Wynik | Miejsce |
| ----------------- | ----------- | ------------ | ------------ | ----------- | ----------- | -------- | -------- | ----- | ------- |
| Ali Faudet        | 400 m       | 47,10        | 6.           | NQ          | NQ          | NQ       | NQ       | NQ    | NQ      |
| Terap Adoum Yaya  | 800 m       | 1:54,43      | 6.           | —           | —           | NQ       | NQ       | NQ    | NQ      |
| Yussuf Moli Yesky | 5000 m      | 15:29,25     | 14.          | —           | —           | —        | —        | NQ    | NQ      |